# Raphael Rossi
Raphael Rossi Branco (ur. 25 lipca 1990 w Campinas) – brazylijski piłkarz występujący na pozycji obrońcy. Posiada również włoski paszport.
W swojej karierze występował w brazylijskim Porto Alegre, angielskich Brighton & Hove Albion, Whitehawk FC i Swindon Town, portugalskim Boavista FC, szwajcarskim FC Sion, z którego to – w rundzie wiosennej sezonu 2020/2021 – był wypożyczony do Radomiaka.

## Życie prywatne
Ma starszego brata Igora, który również jest piłkarzem. Obecnie reprezentuje saudyjski Al-Faisaly.

## Sukcesy

### Klubowe
Radomiak Radom
- Mistrz I ligi: 2020/2021

## Statystyki kariery
Aktualne na dzień 23 listopada 2021.
| Klub                   | Sezon              | Liga               | Liga    | Liga   | Puchar kraju | Puchar kraju | Puchar ligi | Puchar ligi | Inne    | Inne   | Suma    | Suma   |
| Klub                   | Sezon              | Poziom             | Występy | Bramki | Występy      | Bramki       | Występy     | Bramki      | Występy | Bramki | Występy | Bramki |
| ---------------------- | ------------------ | ------------------ | ------- | ------ | ------------ | ------------ | ----------- | ----------- | ------- | ------ | ------- | ------ |
| Porto Alegre FC        | 2010               | Gaúcho 1. Div.     | 10      | 2      | —            | —            | —           | —           | —       | —      | 10      | 2      |
| Brighton & Hove Albion | 2011/2012          | Championship       | 0       | 0      | 0            | 0            | 0           | 0           | 0       | 0      | 0       | 0      |
| Whitehawk FC           | 2012/2013          | Isthmian League    | 29      | 3      | —            | —            | —           | —           | —       | —      | 29      | 3      |
| Swindon Town           | 2013/2014          | League One         | 15      | 0      | 0            | 0            | 0           | 0           | 0       | 0      | 18      | 0      |
| Swindon Town           | 2014/2015          | League One         | 30      | 3      | 1            | 0            | 2           | 0           | 1       | 0      | 34      | 3      |
| Swindon Town           | 2015/2016          | League One         | 36      | 1      | 1            | 0            | 1           | 0           | 0       | 0      | 40      | 1      |
| Swindon Town           | 2016/2017          | League One         | 34      | 2      | 2            | 0            | 0           | 0           | 0       | 0      | 39      | 3      |
| Swindon Town           | Łącznie            | Łącznie            | 115     | 6      | 4            | 0            | 3           | 0           | 1       | 0      | 131     | 7      |
| Boavista FC            | 2017/2018          | Primeira Liga      | 30      | 3      | 1            | 0            | —           | —           | —       | —      | 31      | 3      |
| FC Sion                | 2018/2019          | Swiss Super League | 10      | 1      | 1            | 0            | —           | —           | —       | —      | 11      | 1      |
| FC Sion                | 2019/2020          | Swiss Super League | 0       | 0      | 0            | 0            | —           | —           | —       | —      | 0       | 0      |
| FC Sion                | 2020/2021          | Swiss Super League | 0       | 0      | 0            | 0            | —           | —           | —       | —      | 0       | 0      |
| FC Sion                | Łącznie            | Łącznie            | 10      | 1      | 1            | 0            | —           | —           | —       | —      | 11      | 1      |
| Radomiak Radom (wyp.)  | 2020/2021          | I liga             | 16      | 1      | 1            | 0            | —           | —           | —       | —      | 17      | 1      |
| Radomiak Radom         | 2021/2022          | Ekstraklasa        | 14      | 1      | 0            | 0            | —           | —           | —       | —      | 14      | 1      |
| Łącznie w karierze     | Łącznie w karierze | Łącznie w karierze | 224     | 17     | 7            | 0            | 3           | 0           | 1       | 0      | 237     | 17     |